# Гуажара (Амазонас)

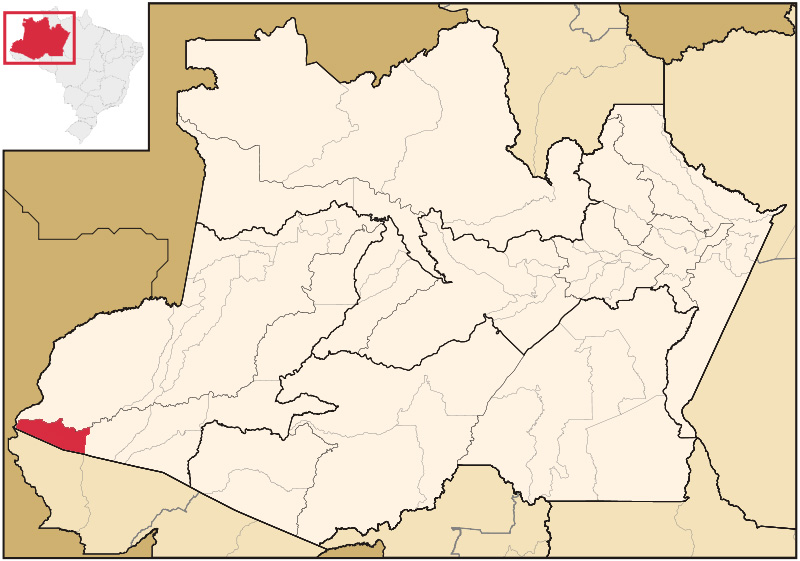
Гуажара на карте штата.

Гуажара (порт. Guajará) — муниципалитет в Бразилии, входит в штат Амазонас. Составная часть мезорегиона Юго-запад штата Амазонас. Входит в экономико-статистический микрорегион Журуа. Население составляет 13 974 человека. Занимает площадь 7584,17 км². Плотность населения — 1,84 чел./км².

## Границы
Муниципалитет граничит:
- на севере и на западе — муниципалитет Аталая-ду-Норти
- на востоке — муниципалитет Ипишуна
- на юге — штат Акри

## Демография
Согласно сведениям, собранным в ходе переписи 2010 г. Национальным институтом географии и статистики (IBGE), население муниципалитета составляет:
| Полное население                               | Полное население                               | Полное население                               | Полное население                               | 13 974 |
| ---------------------------------------------- | ---------------------------------------------- | ---------------------------------------------- | ---------------------------------------------- | ------ |
| в том числе:                                   | Городское население                            | 7427                                           | Процент городского населения, %                | 53,15  |
|                                                | Сельское население                             | 6547                                           | Процент сельского населения, %                 | 46,85  |
|                                                | Мужское население                              | 7265                                           | Процент мужского населения, %                  | 51,99  |
|                                                | Женское население                              | 6709                                           | Процент женского населения, %                  | 48,01  |
| Плотность населения, чел/км²                   | Плотность населения, чел/км²                   | Плотность населения, чел/км²                   | Плотность населения, чел/км²                   | 1,84   |
| Население муниципалитета в % к населению штата | Население муниципалитета в % к населению штата | Население муниципалитета в % к населению штата | Население муниципалитета в % к населению штата | 0,40   |

По данным оценки 2015 года, население муниципалитета составляет 15 826 жителей.

## Важнейшие населенные пункты
| № | Населённый пункт | Населённый пункт (порт.) | Категория | Население чел. (2010) | На карте                       |
| - | ---------------- | ------------------------ | --------- | --------------------- | ------------------------------ |
| 1 | Гуажара          | Guajará                  | город     | 7427                  | 7°32′43″ ю. ш. 72°34′56″ з. д. |